# Vespitinea gurkharum
Vespitinea gurkharum är en fjärilsart som beskrevs av Robinson och Carter 1989. Vespitinea gurkharum ingår i släktet Vespitinea och familjen äkta malar.
Artens utbredningsområde är Brunei. Inga underarter finns listade i Catalogue of Life.